# La Veu del Montserrat

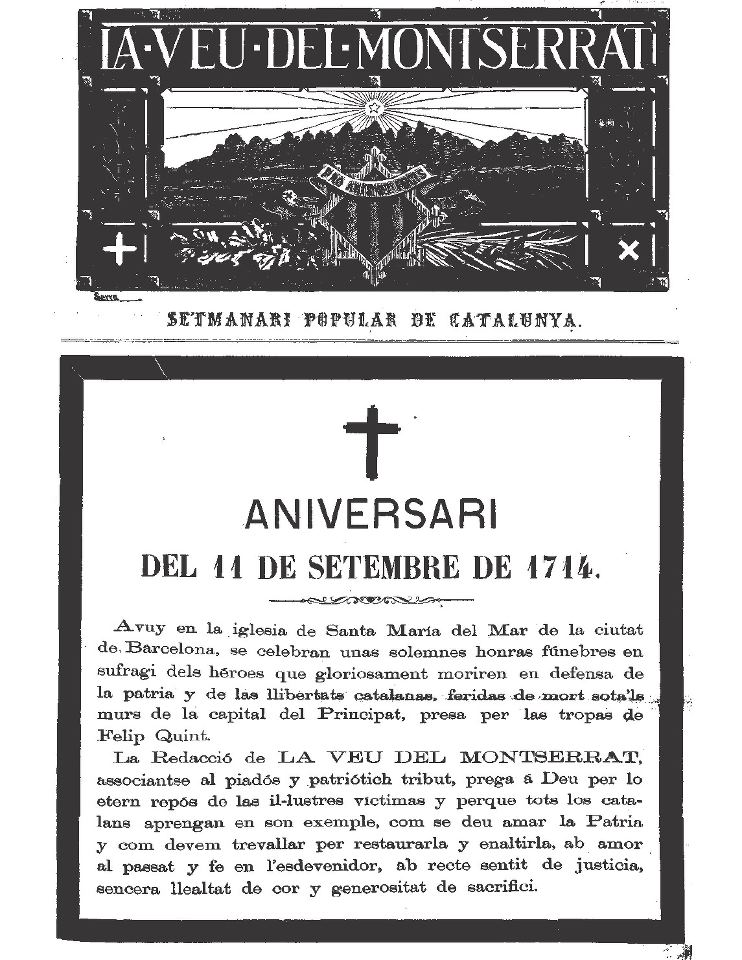
La Veu del Montserrat convocant a la missa pels màrtirs del 1714: «perque tots los catalans aprengan en son exemple, com se deu amar la Patria com devem trevallar per restaurarla y enaltirla, ab amor al passat y fe en l'esdevenidor»

La Veu del Montserrat fou un setmanari de contingut religiós i catalanista d'orientació moderada, escrit en català. Fou fundat el 2 de febrer de 1878 pel canonge vigatà Jaume Collell, al municipi de Vic. La revista arribà a ser portaveu del catolicisme moderat i el catalanisme regionalista a Catalunya.

## Orígens
El periòdic es creà l'any 1878 inicialment com a setmanari, però el 1900 passà a ser mensual. La publicació, tot i que duia el subtítol de setmanari popular de Catalunya, es definia a si mateixa com a revista de caràcter personal, i naixia per propugnar «ardidament y sense mixtificacions les justes reivindicacions del regionalisme en conformitat ab les normes pontificies». Més enllà de respondre a les aspiracions periodístiques i polítiques del seu creador, la publicació naixia, doncs, com a reivindicació d'un cristianisme que donava suport al catalanisme, amb el lema de “Pro aris et focis” (‘per a l’altar i la llar’, que identificava amb 'per a Déu i la pàtria'). I, així, reproduí en el primer número l'Oda a la Pàtria, de B.C. Aribau. Altres objectius eren fer front a la creixent secularització de la societat catalana i el foment de la pràctica del catolicisme en la vida quotidiana.
La idea d’una Catalunya tradicionalista es contraposava amb l'ideari d'altres corrents catalanistes, com per exemple els de Valentí Almirall; estigué, doncs, al centre de fortes polèmiques entre els diferents sectors de pensament catalanista i de professió catòlica.
La revista mantenia també una secció literària, en què el cercle de col·laboradors s'obria a tots els Països Catalans. Promogué i secundà tota mena d'iniciatives en defensa de la llengua i la cultura catalanes, en especial des de l'angle religiós: la celebració del mil·lenari de Montserrat, la reivindicació del patronatge de la «Moreneta», la restauració del monestir de Ripoll o la fundació del Museu Episcopal de Vic.

## Evolució
El periòdic va reflectir la influència ideològica de l'anomenada Escola de Vic, integrada per diferents eclesiàstics com Torras i Bages, Morgades, Eduard Llanas, Urquinaona i Jacint Verdaguer, Ramon Sala i Fugurull, Josep Gudiol. Des de Barcelona hi col·laboraven Josep Masferrer, Narcís Verdaguer, Gaietà Soler, Ramon d'Abadal, Francesc Camprodon.
La Veu del Montserrat, que havia anunciat la intenció de mantenir-se al marge de les polèmiques políticoteològiques, hagué d'abandonar el seu prudent distanciament en algunes ocasions. Una de les vegades que renuncià a aquesta postura fou en el moment que organitzà les primeres manifestacions religioses de caràcter regionalista a la celebració del mil·lenari de Montserrat i del patronatge de “La Moreneta” l'any 1881. Aquestes disputes i reivindicacions de la revista provocaren una actitud de desconfiança per part del Vaticà, per la voluntat dels catòlics catalans de restaurar el patronatge montserratí.

## Tancament
L'any 1890 Jaume Collell deixà la revista, després de l'intent fallit de traslladar-la a Barcelona, al qual s'oposà el grup de Vic. Fou substituït per Ramon Sala i la seva dimissió comportà la de molts altres col·laboradors importants. Amb aquest fet la revista perdé el seu caràcter polític. Collell fundà aleshores el setmanari La Veu de Catalunya. La revista finalment deixà de publicar-se el 24 de desembre de 1901.

## Articles importants
Entre els articles i documents més destacats trobem l'inicial «La nostra idea», en el qual s'explicava l'esperit i voluntat de la revista, una publicació catalana en el contingut i la forma. També entre els més rellevants hi ha els editorials dedicats a l'Església i al regionalisme el 1887, en plena campanya de restauració d'un altre monument religiós, el Monestir de Ripoll. En aquests editorials s'exposa la defensa dels principis bàsics que justifiquen l'existència d'un cristianisme autòcton. D'altres són «Catalanisme. Lo que es i lo que deuria ser», de l'any 1880, en el qual es reflexionava sobre l'ús de la llengua, l'estat de la literatura catalana, els Jocs Florals i la predicació en català. Altres articles rellevants van ser «La fe nacional i el catolicisme en la llengua materna», «La predicació en llengua catalana» i «La llengua de l'oració», tots de 1887.
Torras i Bages hi publicà diversos articles –«Records d'un filòsof català», «L'Església i el regionalisme», «L'encíclica Libertas i el regionalisme»–, que serien l'embrió del que després constituirien La tradició catalana, on es defensava la necessitat de restaurar la pastoral catalana, i La pietat catalana. També Jacint Verdaguer hi publicà fragments de L'Atlàntida i Dietari d'un pelegrí a Terra Santa.

## Relació de directors
- Jaume Collell (1878-1890)
- Ramon Sala (1890-1901)